# Robert Rubin

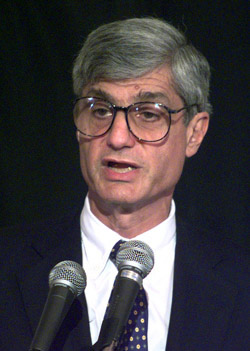
Robert E. Rubin (1999)

Robert Edward Rubin (* 29. August 1938 in New York City) ist ein US-amerikanischer Bankier, Geschäftsmann sowie Politiker (Demokratische Partei).

## Leben
Rubin schloss ein Studium der Wirtschaftswissenschaften an der Harvard University mit einem Bachelor mit dem Prädikat summa cum laude ab. Danach besuchte er die London School of Economics und erlangte 1964 den Bachelor of Laws an der Yale Law School. Später arbeitete er unter anderem von 1964 bis 1992 bei der US-Investmentbank Goldman Sachs. In leitender Verantwortung war er dort ab 1966 tätig.
Unter Präsident Bill Clinton war Rubin von 1995 bis 1999 der 70. Finanzminister der USA. Rubins Stellvertreter war sein späterer Nachfolger im Amt des Finanzministers, Larry Summers. Die an der Politik des ausgeglichenen Staatshaushalts orientierte Wirtschafts- und Wettbewerbspolitik der Clinton-Regierung wurde später nach ihm mit dem Begriff „Rubinomics“ bezeichnet.
Während Rubins Amtszeit kam es u. a. zur Aufhebung des Glass-Steagall Act, einem Gesetz zur Trennung von Kredit- und Investmentbanken. Diese Reform ermöglichte etwa die Fusion der Travelers Group und der Citicorp zur Citigroup. Seit 1999 – nach seinem Rücktritt als Finanzminister – bis zum Januar 2009 war Rubin als Berater bzw. Direktor für die Citigroup tätig. Für diese Tätigkeit erhielt Rubin über 126 Mio. Dollar. Im Zuge der Finanzkrise erhielt die Citigroup von der US-Regierung 45 Milliarden Dollar und eine Bürgschaft in Höhe von 300 Milliarden Dollar, um das Unternehmen vor der Insolvenz zu bewahren.
Im April 2010 musste er als Zeuge vor einem Untersuchungsausschuss zur Finanzkrise erscheinen.
Robert Rubin zählte neben Paul Volcker, Austan Goolsbee und Jason Furman zum engeren Kreis der wirtschaftspolitischen Berater des damaligen demokratischen Präsidenten Barack Obama.
2001 wurde Rubin in die American Academy of Arts and Sciences gewählt.